# Bildstock (Wermerichshausen; Poppenlauerer Straße)

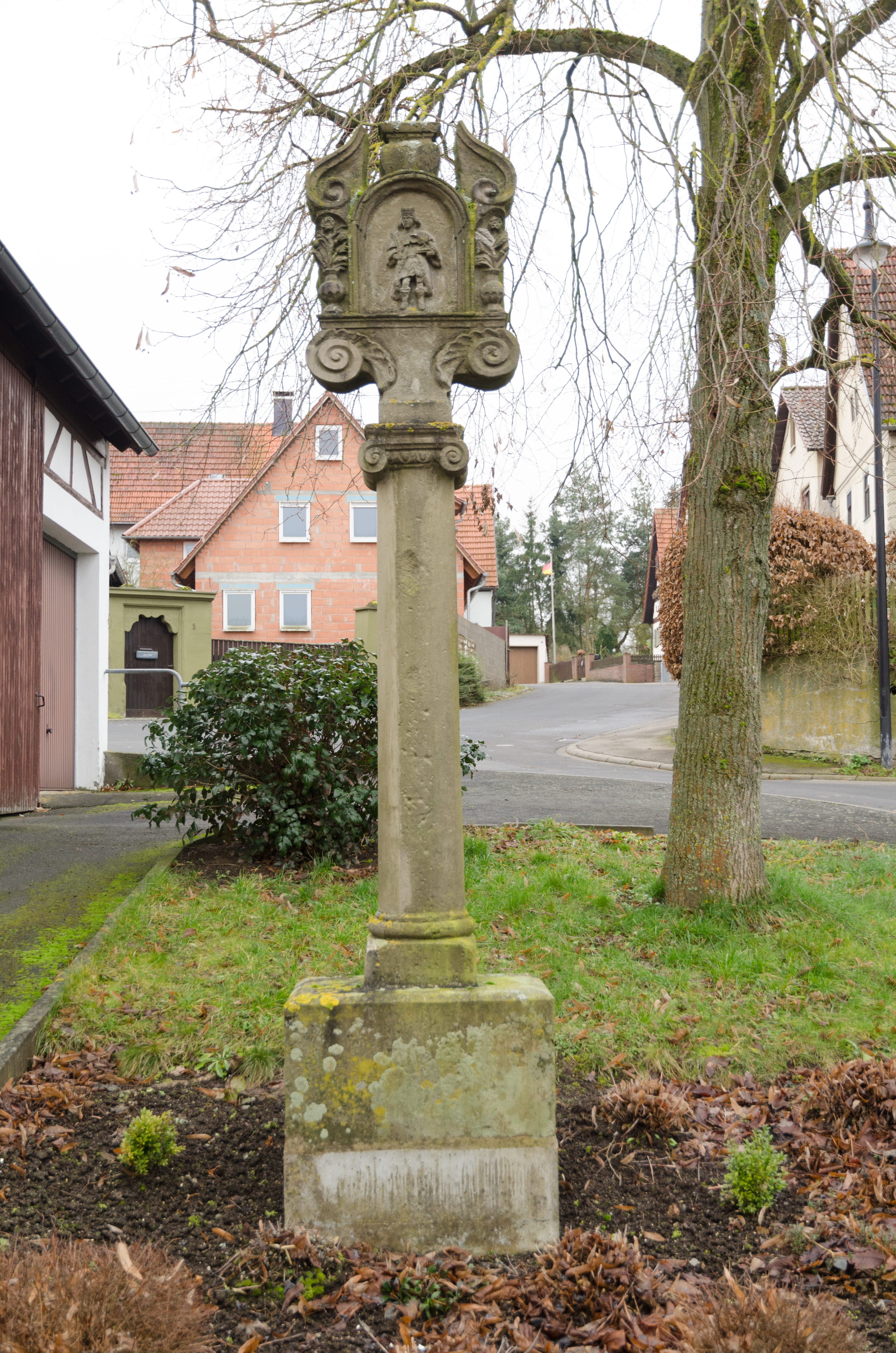
Bildstock in Wermerichshausen an der Poppenlauerer Straße.

Der Bildstock Poppenlauerer Straße befindet sich in Wermerichshausen, einem Gemeindeteil der Stadt Münnerstadt im unterfränkischen Landkreis Bad Kissingen an der Wermerichshäuser Straße. Er gehört zu den Baudenkmälern von Münnerstadt und ist unter der Nummer D-6-72-135-266 in der Bayerischen Denkmalliste registriert.

## Beschreibung
Der Bildstock besteht aus Sandstein und entstand im Jahr 1715.
Der 38 cm hohe Sandsteinsockel trägt eine 164 cm hohe Rundsäule und darauf ein 95 cm hohes Kopfstück. Dieses Kopfstück zeigt vorne in einer halbrunden Nische von zwei Blumenvasen flankiert den hl. Vitus. Darunter steht in Großbuchstaben sein Name. Die Rückseite des Kopfstückes zeigt in einem Kranz die Kreuzigung Christi mit den Assistenzfiguren der Muttergottes Maria und des Apostels Johannes. Seitlich vorne sind unter einer Muschelnische die reliefierten Figuren der Apostel Simon Petrus und Paulus von Tarsus zu sehen.
Unter der bildlichen Darstellung ist in einer eingerollten Kartusche  der folgende Text zu lesen:

„DIS EGTE DER

HANS MICHEL BAUER UN

CASBER SCHNEIER LORENZ

SDE.. VALDIN KLEM CASB

ER SPEBE.. MARCKS

HANS BUA.NER SCHMID ANO

1715“

Seit dem Jahr 1974 befindet sich der Bildstock in der Ortsmitte. Vorher befand er sich am südlichen Ortsrand auf einem kleinen Dreiecksgrundstück, das von drei Straßen gebildet wird, auf dem auch die Katharinenkapelle steht.